# Olho d'Água das Flores
Nota linguística: de acordo com as normas gramaticais para a escrita de nomes próprios em português, a palavra olho-d'água tem necessariamente hífen. Assim, Olho-d'Água das Flores é a grafia correta do município.
Olho d'Água das Flores é um município brasileiro do estado de Alagoas; mais precisamente no sertão alagoano, é o maior município da microrregião batalha, com sua população estimada em 21 688 habitantes, conforme dados do IBGE de 2019.

## História
Em 1800, o Padre António Duarte, encontrou um olho d’água ao pé de uma serra, ai resolveu fixar-se, construindo depois, uma choupana, que passou a ser ponto de pouso dos que transitavam no local. Perto dessa nascente brotou uma árvore, provavelmente um pau d’arco. Na época de floração cobria-se de tantas flores que, tangidas pelo vento, suas pétalas formavam verdadeiro tapete à superfície da água.
Esse fato, repetindo-se várias vezes, fez com que os viajantes que passavam pela rancharia do Padre António Duarte, denominassem-na de Olho d’Água das Flores, nome que a tradição ainda conserva. Olho d’Água das Flores continuou por muito tempo um simples pouso para viajantes até que, em 1884, veio residir na localidade os irmãos Ângelo e Gil de Abreu, cidadão trabalhador que, aos poucos, foi incentivando a agricultura e pecuária, construindo estradas carroçáveis, açudes etc. Edificou uma capela sob a invocação de Santo Antônio, padroeiro da localidade. Data, daí, o início da povoação.
A Lei n° 108, de 24 de agosto de 1948, criou o distrito judiciário de Olho d’Água das Flores, no município de Santana do Ipanema. Através da Lei n° 1473, de 17 de dezembro 1953, criou o município de Olho d’Água das Flores, com território desmembrado de Santana do Ipanema.

## Geografia
O município está localizado na região centro-oeste do Estado de Alagoas, limitando-se ao norte com os municípios de Santana do Ipanema e Carneiros, a sul com Monteirópolis e Jacaré dos Homens, a leste com Olivença e Major Isidoro, e a oeste com São José da Tapera. A área municipal ocupa 183,5 km² (0,70% de AL), inserida na mesorregião Sertão Alagoano e na microrregião Batalha.
A sede do município tem uma altitude aproximada de 286 m e coordenadas geográficas de 9°32’09,6’’ de latitude sul e próxima a rodovia BR-316 e AL-130 sentido norte da cidade e da rodovia AL-220, sentido sul.

### Clima
A classificação climática de Köppen-Geiger da região onde esta inserido o município é BSh (clima seco e quente ou semiárido, dados da SEMAAL  2019).

## Esporte
A cidade conta com o Centro Esportivo Olhodagüense, clube que já disputa, há vários anos, a primeira divisão do Campeonato Alagoano de Futebol.